# Sympatiska nervsystemet
Sympatiska nervsystemet tillsammans med parasympatiska nervsystemet utgör icke-viljestyrda eller autonoma nervsystemet, där dessa två motarbetar varandra.
Förenklat kan man säga att detta system aktiveras i situationer där människan blir utsatt för psykisk eller fysisk stress, aktiverar flykt- och kampresponser (fight-or-flight) och förbereder kroppen för fysisk aktivitet. 
Fysiologiskt gör en aktivering av det sympatiska nervsystemet att kroppen bland annat:
- omfördelar blodflödet bort från matspjälkningssystemet
- omfördelar blodflödet bort från huden (det känns som man kallsvettas. Med mindre blodflöde blir huden kallare och svetten kan inte förångas)
- vidgar pupillerna
- höjer hjärtats slagfrekvens och höjer blodtrycket
- ökar utsöndringen av glukagon och minskar den av insulin så att kroppens energireserver frigörs, främst genom att blodsockret stiger (som hela kroppen använder som snabbtillgängligt bränsle, och hjärnan främst)

## Sympatikoton
Sympatikoton definierar en person som lider av en ökad aktivitet i det sympatiska nervsystemet. Denna typ av symptom kan lindras med hjälp av mediciner som går under namnet betablockerare. 